# GPR160
GPR160 (англ. G protein-coupled receptor 160) – білок, який кодується однойменним геном, розташованим у людей на короткому плечі 3-ї хромосоми.  Довжина поліпептидного ланцюга білка становить 338 амінокислот, а молекулярна маса — 39 787.
| 10         |  | 20         |  | 30         |  | 40         |  | 50         |
| ---------- |  | ---------- |  | ---------- |  | ---------- |  | ---------- |
| MTALSSENCS |  | FQYQLRQTNQ |  | PLDVNYLLFL |  | IILGKILLNI |  | LTLGMRRKNT |
| CQNFMEYFCI |  | SLAFVDLLLL |  | VNISIILYFR |  | DFVLLSIRFT |  | KYHICLFTQI |
| ISFTYGFLHY |  | PVFLTACIDY |  | CLNFSKTTKL |  | SFKCQKLFYF |  | FTVILIWISV |
| LAYVLGDPAI |  | YQSLKAQNAY |  | SRHCPFYVSI |  | QSYWLSFFMV |  | MILFVAFITC |
| WEEVTTLVQA |  | IRITSYMNET |  | ILYFPFSSHS |  | SYTVRSKKIF |  | LSKLIVCFLS |
| TWLPFVLLQV |  | IIVLLKVQIP |  | AYIEMNIPWL |  | YFVNSFLIAT |  | VYWFNCHKLN |
| LKDIGLPLDP |  | FVNWKCCFIP |  | LTIPNLEQIE |  | KPISIMIC   |  |            |

A: Аланін

C: Цистеїн

D: Аспарагінова кислота

E: Глутамінова кислота

F: Фенілаланін

G: Гліцин

H: Гістидин

I: Ізолейцин

K: Лізин

L: Лейцин

M: Метіонін

N: Аспарагін

P: Пролін

Q: Глутамін

R: Аргінін

S: Серин

T: Треонін

V: Валін

W: Триптофан

Кодований геном білок за функціями належить до рецепторів, g-білокспряжених рецепторів, білків внутрішньоклітинного сигналінгу. 
Локалізований у клітинній мембрані, мембрані.